# Dasysyrphus flavolunulatus
Dasysyrphus flavolunulatus är en tvåvingeart som beskrevs av Peck 1974. Dasysyrphus flavolunulatus ingår i släktet skogsblomflugor, och familjen blomflugor. Inga underarter finns listade i Catalogue of Life.